# Ганс Рунемарк
Ганс Рунемарк (швед. Hans Runemark; 7 січня 1927 — 11 грудня 2014) — шведський ботанік та ліхенолог.

## Біографія
Ганс Рунемарк народився 7 січня 1927 року в Чикаго. У 1956 році закінчив Лундський університет. Дисертація, представлена до захисту для отримання ступеня доктора філософії, згодом була опублікована як монографія у журналі Botaniska Notiser. Рунемарк використав щойно відкриту техніку паперової хроматографії як інструмент у систематиці лишайників, а монографія містила описи видів з детальними картами розповсюдження у північних та європейських регіонах. Його робота все ще є актуальною, і її можна вважати однією з перших сучасних монографій.
Після отримання ступеня доктора філософії Рунемарк залишив вивчення лишайників та зацікавився вивченням ендеміків Егейських островів. Він використовував рослинність архіпелагу як лабораторію для вивчення еволюційних процесів у малих рослинних популяціях.
У 1970-1992 роках Рунемарк був призначений професором систематичної ботаніки Лундського університету. У липні 1993 року Рунемарк був нагороджений золотою медаллю OPTIMA, Болгарія.
Ганс Рунемарк помер 11 грудня 2014 року.

## Ботанічніепоніми
- Omphalodes runemarkii Strid & Kit Tan
- Iberis runemarkii  Greuter & Burdet
- Arenaria runemarkii  Phitos
- Cerastium runemarkii  Möschl & Rech. f.
- Silene sedoides subsp. runemarkii Oxelman
- Asperula lilaciflora subsp. runemarkii Ehrend. & Schönb.-Tem.
- Allium runemarkii  Trigas & Tzanoud.
- Prunus runemarkii Eisenman
- Thinopyrum runemarkii Á.Löve
- Astragalus runemarkii Maassoumi & Podlech